# Brooklyn Park (Maryland)
Brooklyn Park és una concentració de població designada pel cens dels Estats Units a l'estat de Maryland. Segons el cens del 2000 tenia 10.938 habitants.

## Demografia
Segons el cens del 2000, Brooklyn Park tenia 10.938 habitants, 4.093 habitatges, i 2.910 famílies. La densitat de població era de 1.426,8 habitants per km².
Dels 4.093 habitatges en un 30,6% hi vivien nens de menys de 18 anys, en un 50,2% hi vivien parelles casades, en un 15,1% dones solteres, i en un 28,9% no eren unitats familiars. En el 22,8% dels habitatges hi vivien persones soles l'11,2% de les quals corresponia a persones de 65 anys o més que vivien soles. El nombre mitjà de persones vivint en cada habitatge era de 2,67 i el nombre mitjà de persones que vivien en cada família era de 3,1.
Per edats la població es repartia de la següent manera: un 24,9% tenia menys de 18 anys, un 8% entre 18 i 24, un 28,9% entre 25 i 44, un 22,2% de 45 a 60 i un 16% 65 anys o més.
L'edat mediana era de 38 anys. Per cada 100 dones de 18 o més anys hi havia 90,5 homes.
La renda mediana per habitatge era de 42.207 $ i la renda mediana per família de 50.496 $. Els homes tenien una renda mediana de 33.476 $ mentre que les dones 26.316 $. La renda per capita de la població era de 18.582 $. Entorn del 6,6% de les famílies i el 8% de la població estaven per davall del llindar de pobresa.

## Poblacions més properes
El següent diagrama mostra les poblacions més properes.